# Томмі Райт
Томмі Райт (англ. Tommy Wright; нар. 21 жовтня 1944, Ліверпуль) — англійський футболіст, захисник.
Насамперед відомий виступами за клуб «Евертон» та національну збірну Англії.
Дворазовий чемпіон Англії. Володар Кубка Англії.

## Клубна кар'єра
У дорослому футболі дебютував 1962 року виступами за команду клубу «Евертон», кольори якої і захищав протягом усієї своєї кар'єри гравця, що тривала тринадцять років. Більшість часу, проведеного у складі «Евертона», був основним гравцем захисту команди. За цей час двічі виборював титул чемпіона Англії, ставав володарем Кубка Англії.

## Виступи за збірну
У 1968 році дебютував в офіційних матчах у складі національної збірної Англії. Протягом кар'єри у національній команді, яка тривала усього 3 роки, провів у формі головної команди країни 11 матчів.
У складі збірної був учасником чемпіонату Європи 1968 року в Італії, на якому команда здобула бронзові нагороди, та чемпіонату світу 1970 року у Мексиці.

## Титули і досягнення
- Чемпіон Англії (2):

«Евертон»: 1962-63, 1969-70
- Володар Кубка Англії з футболу (1):

«Евертон»: 1965-66
- Володар Суперкубка Англії з футболу (2):

«Евертон»: 1963, 1970